# 長岡市立福戸小学校
長岡市立福戸小学校（ながおかしりつ ふくとしょうがっこう）は、新潟県長岡市福道町に所在する市立小学校である。

## 概要
- 1892年（明治25年）に開校。全校生徒数74名（1年6名・2年12名・3年14名・4年12名・5年15名・6年15名、2008年（平成20年）度）。

## 沿革
- 1892年（明治25年） - 高野校・福道校を統合、公立尋常科福戸小学校として開校。
- 1902年（明治35年） - 校舎改築。
- 1910年（明治43年）4月1日 - 福戸村立福戸尋常高等小学校と改称。
- 1926年 - 校章制定。
- 1929年（昭和4年） - 火災により校舎全焼。
- 1941年（昭和16年）4月1日 - 福戸村立福戸国民学校と改称。
- 1946年（昭和21年） - 校歌制定。
- 1947年（昭和22年）4月1日 - 福戸村立福戸小学校と改称。
- 1947年（昭和22年） - 火災により校舎全焼。
- 1953年（昭和28年） - 校旗樹立。
- 1954年（昭和29年）11月1日 - 長岡市への編入合併に伴い現校名に改称。
- 1955年（昭和30年） - 屋内運動場増築・ステージ開設。
- 1962年（昭和37年） - 給食室竣工、完全給食開始。創立70周年記念式典挙行。
- 1964年（昭和39年） - プール竣工。
- 1972年（昭和47年） - 創立80周年記念式典挙行。
- 1980年（昭和55年）4月1日 - 王寺川小学校を統合。
- 1986年（昭和61年） - 新校舎竣工、校舎改築施工記念式典挙行。
- 1989年（平成元年）7月 - プール竣工式挙行。
- 1990年（平成2年）3月 - 北斗児童会歌制定。
- 1990年（平成2年）6月 - 前庭緑化整備完了。
- 1990年（平成2年）7月 - 創立100周年記念式典・記念碑除幕式・祝賀会挙行。
- 1991年（平成3年）1月 - 児童会歌上額。
- 1992年（平成4年）9月 - 学区改正により寺宝町の生徒が江陽中学校へ編入。
- 1992年（平成4年）6月11日 - 校舎・グランド周辺植樹。
- 1999年（平成11年）9月 - 長岡市親善スポーツ大会女子400mリレー優勝。
- 2001年（平成13年）11月 - コンピュータ室開設。
- 2003年（平成15年）8月 - 校内LAN整備完了。
- 2004年（平成16年）8月 - クーラー設置（職員室・校長室・保健室・図書室等）。
- 2004年（平成16年）10月23日 - 新潟県中越地震発生。避難所開設・3日間休校。
- 2005年（平成17年）10月 - ケアハウス福戸・ディサービス大荒戸との交流活動開始。
- 2006年（平成18年）4月 - 2学期制・防犯パトロール・防犯ボランティア開始。
- 2006年（平成18年）6月 - 全教室に扇風機設置。
- 2006年（平成18年）7月 - 学校裁量予算で校内宿泊体験活動実施。
- 2007年（平成19年）7月16日 - 新潟県中越沖地震発生、避難所開設。
- 2020年（令和2年）　創立130周年記念式典
- 2023年（令和5年）  アルビレックス新潟所属、高木善朗選手来校。

## 交通
- 路線バス
  - 越後交通「福戸」バス停徒歩2分。

## 通学区域
福戸小学校への通学区域は以下。
- 南新保町、福道町、高野町、大荒戸町、福戸町、河根川町、寺宝町。